# Giro dei Tre Mari 1919
Il Giro dei Tre Mari 1919 fu la prima edizione della corsa, venne disputata dal 4 al 23 luglio toccando molte della principali città della Italia meridionale e venne vinta da Ottavio Pratesi.
Ottavio Pratesi e Giuseppe Pifferi monopolizzarono l'edizione aggiudicandosi rispettivamente quattro e cinque tappe, l'unico corridore in grado di interrompere il loro dominio fu Rinaldo Spinelli che conquistò la settima frazione.

## Tappe
| Tappa | Percorso                    | km | Vincitore di tappa | Leader cl. generale |
| ----- | --------------------------- | -- | ------------------ | ------------------- |
| 1ª    | Napoli > Bari               | ?  | Ottavio Pratesi    | Ottavio Pratesi     |
| 2ª    | Bari > Taranto              | ?  | Ottavio Pratesi    | Ottavio Pratesi     |
| 3ª    | Taranto > Potenza           | ?  | Giuseppe Pifferi   | -                   |
| 4ª    | Potenza > Cosenza           | ?  | Giuseppe Pifferi   | -                   |
| 5ª    | Cosenza > Reggio Calabria   | ?  | Giuseppe Pifferi   | -                   |
| 6ª    | Reggio Calabria > Catanzaro | ?  | Giuseppe Pifferi   | -                   |
| 7ª    | Catanzaro > Crotone         | ?  | Rinaldo Spinelli   | -                   |
| 8ª    | Crotone > Rossano           | ?  | Ottavio Pratesi    | -                   |
| 9ª    | Rossano > Salerno           | ?  | Ottavio Pratesi    | -                   |
| 10ª   | Salerno > Napoli            | ?  | Giuseppe Pifferi   | Ottavio Pratesi     |

### Classifica generale
| Pos. | Corridore          | Squadra     | Tempo      |
| ---- | ------------------ | ----------- | ---------- |
| 1    | Ottavio Pratesi    | Individuale | 119h38'22" |
| 2    | Eberardo Pavesi    | Dei-Pirelli | a ?        |
| 3    | Rinaldo Spinelli   | Individuale | a ?        |
| 4    | Camillo Bertarelli | Grigio Bleu | a ?        |
| 5    | Nicola Bianchedi   | Individuale | a ?        |